# Сава (Болгарія)
Са́ва (болг. Сава) — село у Варненській області Болгарії. Входить до складу общини Дилгопол.

## Населення
За даними перепису населення 2011 року у селі проживали 236 осіб.
Національний склад населення села:
| Національність   | Кількість осіб | Відсоток |
| ---------------- | -------------- | -------- |
| болгари          | 202            | 89,0%    |
| цигани           | 14             | 6,2%     |
| турки            | 9              | 4,0%     |
| Всього відповіли | 227            |          |

Розподіл населення за віком у 2011 році:
Динаміка населення: